# Pharacocerus
Pharacocerus is een geslacht van spinnen uit de familie springspinnen (Salticidae).

## Soorten
De volgende soorten zijn bij het geslacht ingedeeld:
- Pharacocerus castaneiceps Simon, 1910
- Pharacocerus ebenauensis Strand, 1908
- Pharacocerus ephippiatus (Thorell, 1899)
- Pharacocerus fagei Berland & Millot, 1941
  - Pharacocerus fagei soudanensis Berland & Millot, 1941
  - Pharacocerus fagei verdieri Berland & Millot, 1941
- Pharacocerus rubrocomatus Simon, 1910
- Pharacocerus sessor Simon, 1902
- Pharacocerus xanthopogon Simon, 1903